# UNESCO-IHE
Pour les articles homonymes, voir IHE.

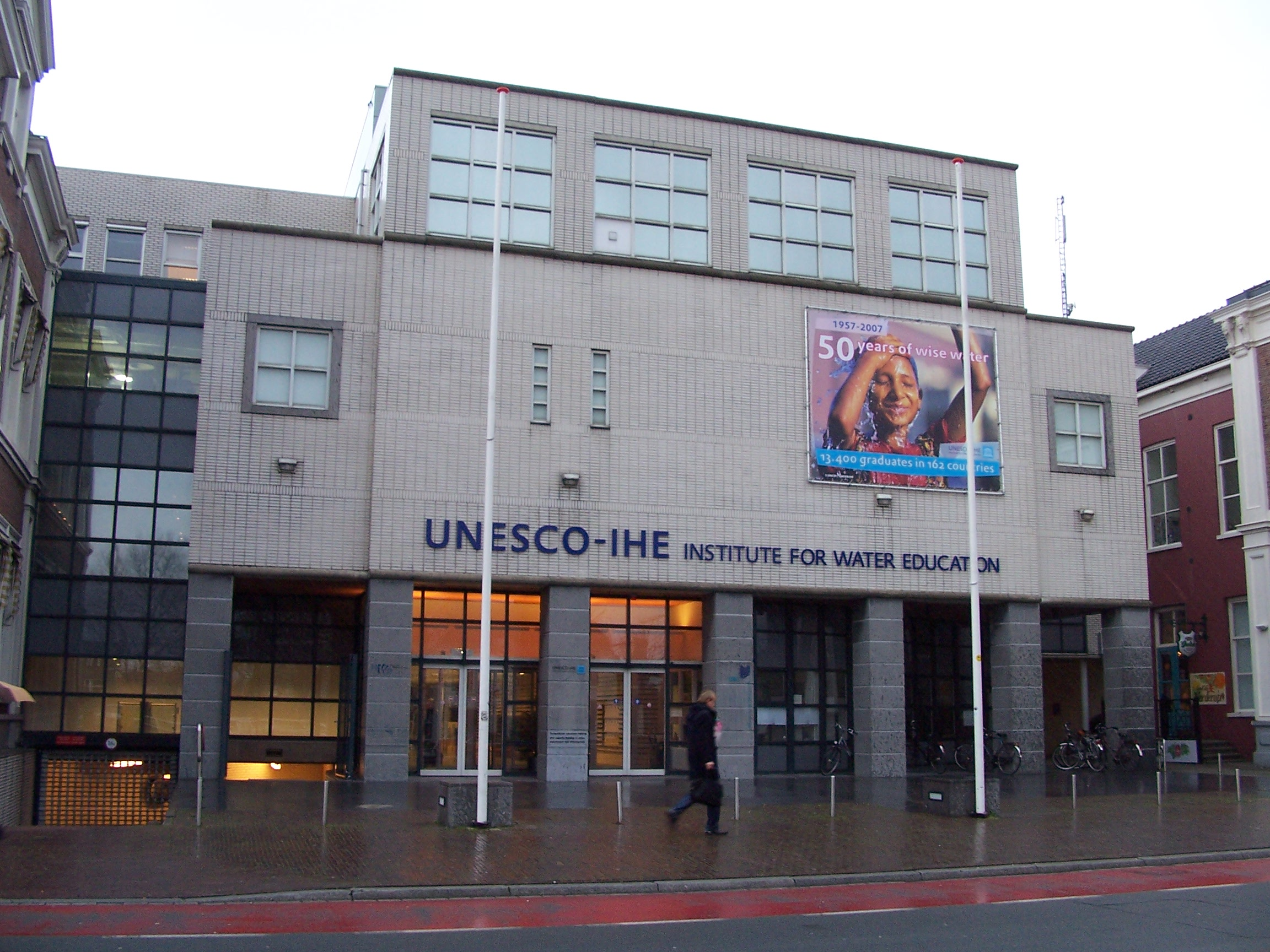
Le siège de l'IHE à Delft en 2007.

UNESCO-IHE est le plus grand institut d'éducation scientifique relative à l'eau dans le monde et le seul institut dans le système de l'ONU autorisé à délivrer des diplômes reconnus de Masters ès Sciences (MSc) et de doctorats (PhD). Le siège de l’UNESCO-IHE est à Delft, Pays-Bas. 
La mission de l'UNESCO-IHE est de contribuer à l'éducation et à la formation de professionnels et de fournir des services de renforcement de capacités aux organisations liées au secteur de l'eau et aux établissements scientifiques actifs sur le terrain de l'eau, l'environnement et l'infrastructure, en particulier dans les pays en développement et les pays en transition.
Depuis sa création en 1957, l'Institut a fourni des programmes de formation post-universitaires à plus de 14 500 professionnels venus de 162 pays, la vaste majorité originaire de pays en développement. À présent, l'UNESCO-IHE abrite plus de 100 doctorants (PhD), et est impliqué dans un grand nombre de projets de recherche scientifique et de renforcement de capacités dans le monde entier.